# ماري تايلر مور (برنامج)
برنامج ماري تايلر مور هو مسلسل تلفزيوني أمريكي أنشأه جيمس إل بروكس وآلان بيرنز من بطولة الممثلة ماري تايلر مور. تم بثه على قناة سي بي إس من 19 سبتمبر 1970 إلى 19 مارس 1977. لعبت مور دور ماري ريتشاردز، وهي امرأة مستقلة غير متزوجة ومنشغلة بحياتها المهنية كمنتجة لبرنامج أخبار "WJM" في مينيابوليس. يعتبر مسلسلاً رائداً في الموجة النسوية الثانية بسبب قلة الشخصيات النسائية العازبة على التلفزيون الأمريكي في السبعينيات. من بين النجوم المشاركين إد أسنر في دور لو جرانت رئيس ماري، وفاليري هاربر وكلوريس ليتشمان في أدوار رودا مورغانسترن وفيليس ليندستورم وماري ريتشاردز.
حصل برنامج ماري تايلر مور على إعجاب النقاد والمشاهدين خلال مسيرته الأصلية بسبب شخصياته وقصصه المعقدة والواقعية. وفي عام 2013، منحت نقابة الكتاب الأمريكية برنامج ماري تايلر مور المرتبة السادسة في قائمتها لـ «101 أفضل مسلسل تلفزيوني كتابةً».

## الشخصيات
- ماري ريتشاردز (ماري تايلر مور)
- لو غرانت (إدوارد آسنر)
- موراي سلوتر (جافين ماكليود)
- تيد باكستر (تيد نايت)
- رودا مورغانسترن (فاليري هاربر)
- فيليس ليندستروم (كلوريس ليتشمان)
- جورجيت فرانكلين باكستر (جورجيا إنجل)
- سو آن نيفينز (بيتي وايت)

## الجوائز والتكريمات

### إيمي
بالإضافة إلى العديد من الترشيحات، فاز برنامج ماري تايلر مور بـ 29 جائزة إيمي. حيث حمل الرقم القياسي حتى 2002 عندما حصل فريزر على 30 جائزة.